# Île Baluan
L'île Baluan est l'île la plus au sud des Îles de l'Amirauté, en Papouasie-Nouvelle-Guinée.

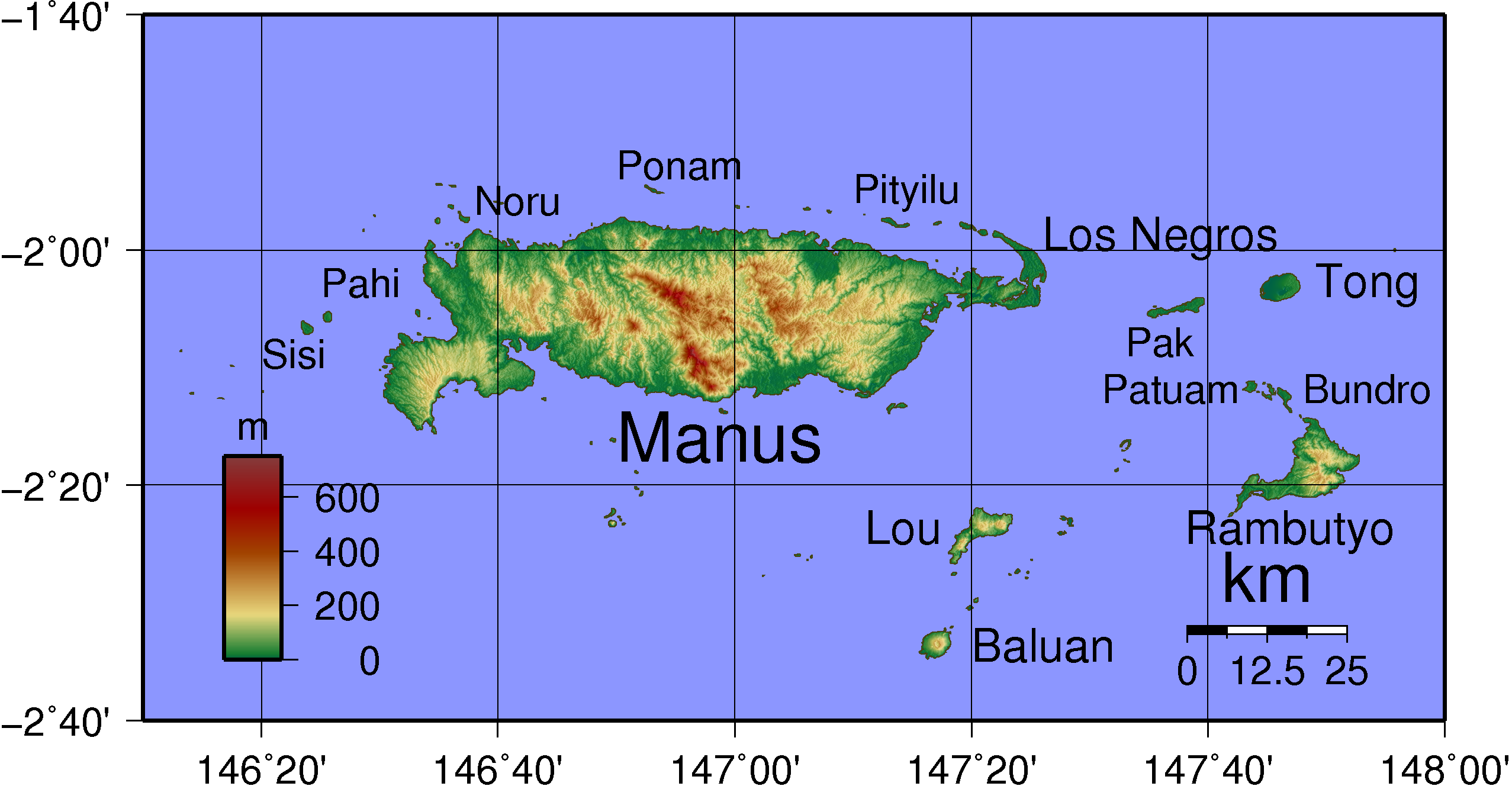
L'île de Baluan au sud des îles de l'Amirauté

D'un diamètre de 5,5 km, d'origine volcanique, elle est quasi circulaire.